# Proença-a-Nova (freguesia)
A Freguesia de Proença-a-Nova é uma extinta freguesia portuguesa do Município de Proença-a-Nova, que tinha 143,8 km² de área e 4 295 habitantes (2011), e, por isso, uma densidade populacional de 29,9 hab/km².

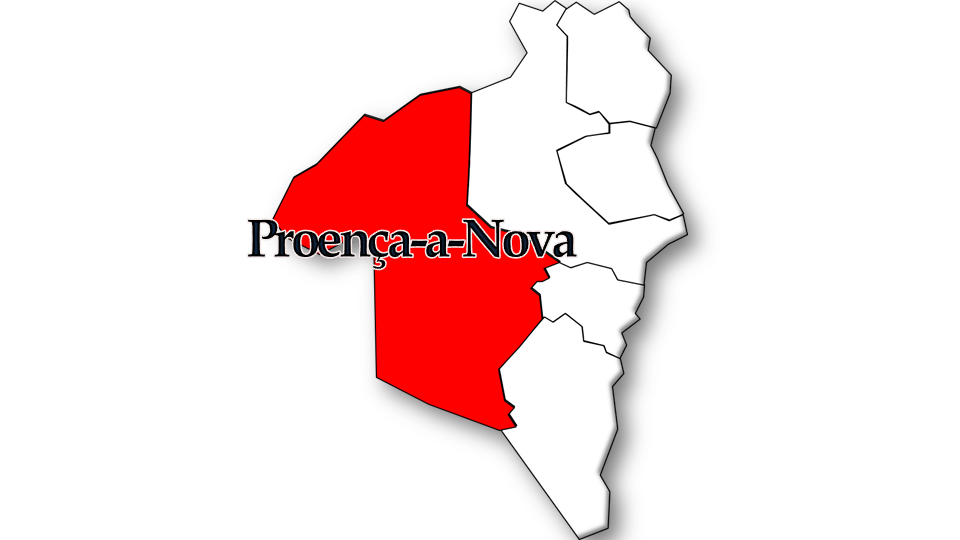
Localização no Município de Proença-a-Nova

A Freguesia de Proença-a-Nova foi extinta (agregada) pela última Reorganização administrativa do território das freguesias, de acordo com a Lei nº 11-A/2013 de 28 de Janeiro, tendo sido agregada à Freguesia de Peral para constituir a União de freguesias de Proença-a-Nova e Peral com sede em Proença-a-Nova. Em 2022, mudou a sede da Rua Júlio Grilo, 1 para o número 19 da mesma rua.

## População
| Nº de habitantes / Variação entre censos | Nº de habitantes / Variação entre censos | Nº de habitantes / Variação entre censos | Nº de habitantes / Variação entre censos | Nº de habitantes / Variação entre censos | Nº de habitantes / Variação entre censos | Nº de habitantes / Variação entre censos | Nº de habitantes / Variação entre censos | Nº de habitantes / Variação entre censos | Nº de habitantes / Variação entre censos | Nº de habitantes / Variação entre censos | Nº de habitantes / Variação entre censos | Nº de habitantes / Variação entre censos | Nº de habitantes / Variação entre censos | Nº de habitantes / Variação entre censos | Nº de habitantes / Variação entre censos |
| ---------------------------------------- | ---------------------------------------- | ---------------------------------------- | ---------------------------------------- | ---------------------------------------- | ---------------------------------------- | ---------------------------------------- | ---------------------------------------- | ---------------------------------------- | ---------------------------------------- | ---------------------------------------- | ---------------------------------------- | ---------------------------------------- | ---------------------------------------- | ---------------------------------------- | ---------------------------------------- |
| 1864                                     | 1878                                     | 1890                                     | 1900                                     | 1911                                     | 1920                                     | 1930                                     | 1940                                     | 1950                                     | 1960                                     | 1970                                     | 1981                                     | 1991                                     | 2001                                     | 2011                                     |                                          |
| 3 545                                    | 3 516                                    | 3 796                                    | 4 106                                    | 4 710                                    | 4 694                                    | 5 223                                    | 6 205                                    | 6 340                                    | 6 060                                    | 4 966                                    | 4 606                                    | 4 781                                    | 4 675                                    | 4 295                                    |                                          |
|                                          | -1%                                      | +8%                                      | +8%                                      | +15%                                     | -0%                                      | +11%                                     | +19%                                     | +2%                                      | -4%                                      | -18%                                     | -7%                                      | +4%                                      | -2%                                      | -8%                                      |                                          |

|     | 0-14 anos  | 15-24 anos | 25-64 anos     | 65 e + anos    |
| Hab | 720 \| 517 | 688 \| 471 | 2 237 \| 2 232 | 1 030 \| 1 075 |
| Var | -28%       | -32%       | -0%            | +4%            |

## Património
- Praias fluviais (Aldeia Ruiva, Alvito da Beira, Cerejeira, Fróia e Malhadal)
- Miradouro do Alto das Corgas
- Miradouro (Posto de Vigia) da Serra das Talhadas, Chão do Galego

## Lugares da freguesia
Localidades da antiga Freguesia de Proença-a-Nova:
| - Amoreira - Bairrada - Braçal - Caniçal Cimeiro - Caniçal Fundeiro - Carvalhal - Casais - Casal d'Ordem - Casalinho - Cimadas Cimeiras - Cimadas Fundeiras - Corgas - Corujeira - Eiras - Espinho Grande - Espinho Pequeno - Fatelo - Foz do Pereiro - Galisteu Cimeiro - Galisteu Fundeiro - Labrunhal Cimeiro - Labrunhal Fundeiro | - Malhadal - Maljoga - Moita do Grilo - Moita do Mateus Alves - Moitas - Montelhado - Montinho - Montinho das Cimadas - Murteira - Pergulho - Pernadas - Proença-a-Nova - Relva da Louça - Ribeiro dos Casais - Sarzedinha - Serimógão - Vale de Água - Vale das Balsas - Vale da Carreira - Vale d'Urso - (Vale Porco) - Vergão |